# Diljá Pétursdóttir
Diljá Pétursdóttir (Kópavogur, 15 de diciembre de 2001), conocida simplemente como Diljá, es una cantante islandesa. La artista fue elegida para representar a Islandia en el Festival de la Canción de Eurovisión 2023 con la canción "Power".

## Biografía
Diljá se hizo famosa al participar en el concurso de talentos Ísland Got Talent en 2015. En 2020, se trasladó a Copenhague, donde alternó sus estudios de Fisioterapia con clases de canto.
En enero de 2023, Diljá fue confirmada como una de los 10 participantes del Söngvakeppnin, un festival utilizado para seleccionar al representante de Islandia en el Festival de la Canción de Eurovisión. Luego, el 18 de febrero, presentó su sencillo inédito Lifandi inní mér durante la primera semifinal, la cual superó, obteniendo la oportunidad de volver a interpretar el tema en la final del 4 de marzo. En ella, presentó la versión eurovisiva en inglés de su canción, titulada ahora Power. Finalmente, el televoto la coronó como ganadora, convirtiéndola en la representante islandesa por derecho en el Festival de la Canción de Eurovisión 2023, celebrado en Liverpool. Cabe destacar que Lifandi inní mér alcanzó la posición 11 de la lista islandesa, mientras que Power se colocó en el puesto 29.

## Discografía

### Sencillos
- 2023 – Lifandi inní mér / Power
- 2023 – Crazy
- 2023 – Say My Name